# Mourom
Mourom (en russe : Муром) est une ville de l'oblast de Vladimir, en Russie. Sa population s’élève à 104 000 habitants en 2025.

## Géographie
Mourom est située à 120 km au sud-est de Vladimir et à 279 km à l'est de Moscou. Le centre-ville se trouve le long de la rive gauche de la rivière Oka, sur la ligne de chemin de fer Moscou – Kazan.
À l'époque soviétique, la ville n'était pas accessible aux étrangers parce qu'il y existait plusieurs industries liées à la défense du territoire qui nécessitaient le secret, selon les autorités. C'est ainsi que la ville ne fut pas reprise, pendant longtemps, dans la liste des villes de l'Anneau d'or de Russie pour éviter l'afflux de touristes. Par la suite, ce statut fit l'objet de discussions avant son adoption, du fait de la proximité de la ville du tracé de l'Anneau d'or, et la richesse de son patrimoine architectural .

## Histoire
La ville est mentionnée pour la première fois en 862 : elle est alors située à la frontière orientale de la zone d'occupation des Slaves de l'est, sur le territoire d'un peuple finno-ougrien appelé Mouromiens. C'est l'une des quatre agglomérations les plus anciennes de Russie.
Entre 1010 et 1393, Mourom était la capitale d'une principauté indépendante, qui compta parmi ses dirigeants saint Gleb, saint Constantin le Véni, saint Pierre et Theuronia, qui sont le sujet d'un opéra de Rimsky-Korsakov.
Gleb en fut prince pour une courte période, puis le territoire resta sans prince et fut rattaché à la mort de Iaroslav à la principauté de Tchernigov. La ville fut à cette époque pillée par deux raids des Bulgares de la Volga en 1088 et 1096. La vie du prince de Mourom Constantin Sviatoslavitch (fin XIe siècle) a été contée dans une hagiographie appelé Récit de la christianisation de Mourom (en russe : Повесть о водворении христианства в Муроме) qui traite l'histoire de manière un tant soit peu fantaisiste : dans ce récit, Constantin envoie un de ses fils à Mourom et celui-ci est tué ; Constantin prend la ville par la force, promet de respecter les cultes païens; mais construit deux églises, une en l'honneur de son fils, l'église de l'Annonciation, une en l'honneur de Boris et Gleb, puis après un ultime complot du peuple, il fait baptiser en masse son peuple dans les eaux de l'Oka.
Les deux grands saints de Mourom sont le couple princier du XIIe siècle. Pierre était le second fils lépreux de Youri Vladimirovitch de Mourom. La jeune paysanne Févronia (ou Theuronia) vue en rêve par le jeune prince put le soigner par sa connaissance des plantes et par son amour, avant qu'ils ne se marient. À la mort du père Youri, le prince ne put accéder au trône à cause de sa femme roturière et le couple fut écarté par une guerre civile avant d'être rappelé. Ils moururent le même jour le 8 juillet (calendrier grégorien) 1228 en tant que moine David et moniale Evfrosia (Euphrosie). Leur hagiographie est un classique de la littérature russe du XVe siècle. En 2008, le 8 juillet est devenu officiellement (décret du Conseil de la fédération de Russie) la fête de la famille et de l'amour conjugal, afin de remplacer la Saint Valentin trop consumériste. Les reliques des saints Pierre et Févronya sont très vénérés depuis les années 1990 et se trouvent dans le couvent de la Sainte-Trinité de Mourom. Leur culte est mentionné dans l'ouvrage de Fédot Afanassiévitch Kotov de 1624: Itinéraire de Moscou au royaume de Perse.
Mourom est également la ville natale du héros épique le plus célèbre parmi les Slaves de l'est : Ilya Mouromets.
En 1918, la ville est choisie par Léon Trotsky comme emplacement pour l'un des premiers camps de concentration en Russie destiné aux agitateurs, opposants politiques et officiers contre-révolutionnaires (avec la ville d'Arzamas),.
Le centre-ville comporte quatre monastères historiques. Le monastère de la Transfiguration de Mourom est un des plus anciens de Russie : il est mentionné dans des chroniques de 1096. Le monastère de la Sainte-Trinité et le monastère de l'Annonciation de Mourom sont voisins et d'architecture fort semblable. Le Monastère de la Résurrection est situé à proximité des autres, sur la haute rive de l'Oka, affluent de la Volga.

## Population
Recensements (*) ou estimations de la population
| 1856   | 1897*  | 1926*  | 1939*  | 1959*  | 1970*  |
| ------ | ------ | ------ | ------ | ------ | ------ |
| 10 800 | 13 271 | 22 621 | 40 079 | 71 567 | 98 839 |

| 1979*   | 1989*   | 2002*   | 2010*   | 2012    | 2013    |
| ------- | ------- | ------- | ------- | ------- | ------- |
| 114 270 | 124 229 | 126 901 | 116 075 | 114 047 | 112 609 |

| 2014    | 2015    | 2016    | 2017    | 2018    | 2020    |
| ------- | ------- | ------- | ------- | ------- | ------- |
| 111 474 | 110 746 | 110 070 | 109 809 | 109 072 | 106 984 |

| 2021*   | - | - | - | - | - |
| ------- | - | - | - | - | - |
| 107 497 | - | - | - | - | - |

## Culture
La ville dispose du Musée des beaux-arts de Mourom (ru)

## Économie
La principale entreprise de Mourom est la société OAO Mouromteplovoz qui construit des locomotives pour les chemins de fer russes et emploie 3 820 salariés en 2009.

## Transports
La ville est desservie par l'autoroute M12 depuis l'ouverture du tronçon de Vladimir à Arzamas le 8 septembre 2023. La ville est désormais connectée directement jusqu'à Moscou par autoroute, et un nouveau pont traverse l'Oka au nord de la ville. L'autoroute devrait être élargie jusqu'à Kazan en décembre 2023 puis Iekaterinbourg en 2024.

## Personnalités
Alexandre Kazantsev (Ostafev), peintre d'icônes réputé, est originaire de Mourom (1658-1717).
Le peintre Ivan Koulikov est né à Mourom en 1875 et y est décédé en 1941.
Le physicien Vladimir Zvorykine est né à Mourom en 1888. Physicien éminent, il a quitté la Russie en 1924 et a déposé un brevet de l'iconoscope. Il est décédé à Princeton aux États-Unis en 1982 après y avoir exercé sa profession de chercheur pendant toute la fin de sa carrière. En 1929 il avait présenté son premier téléviseur.

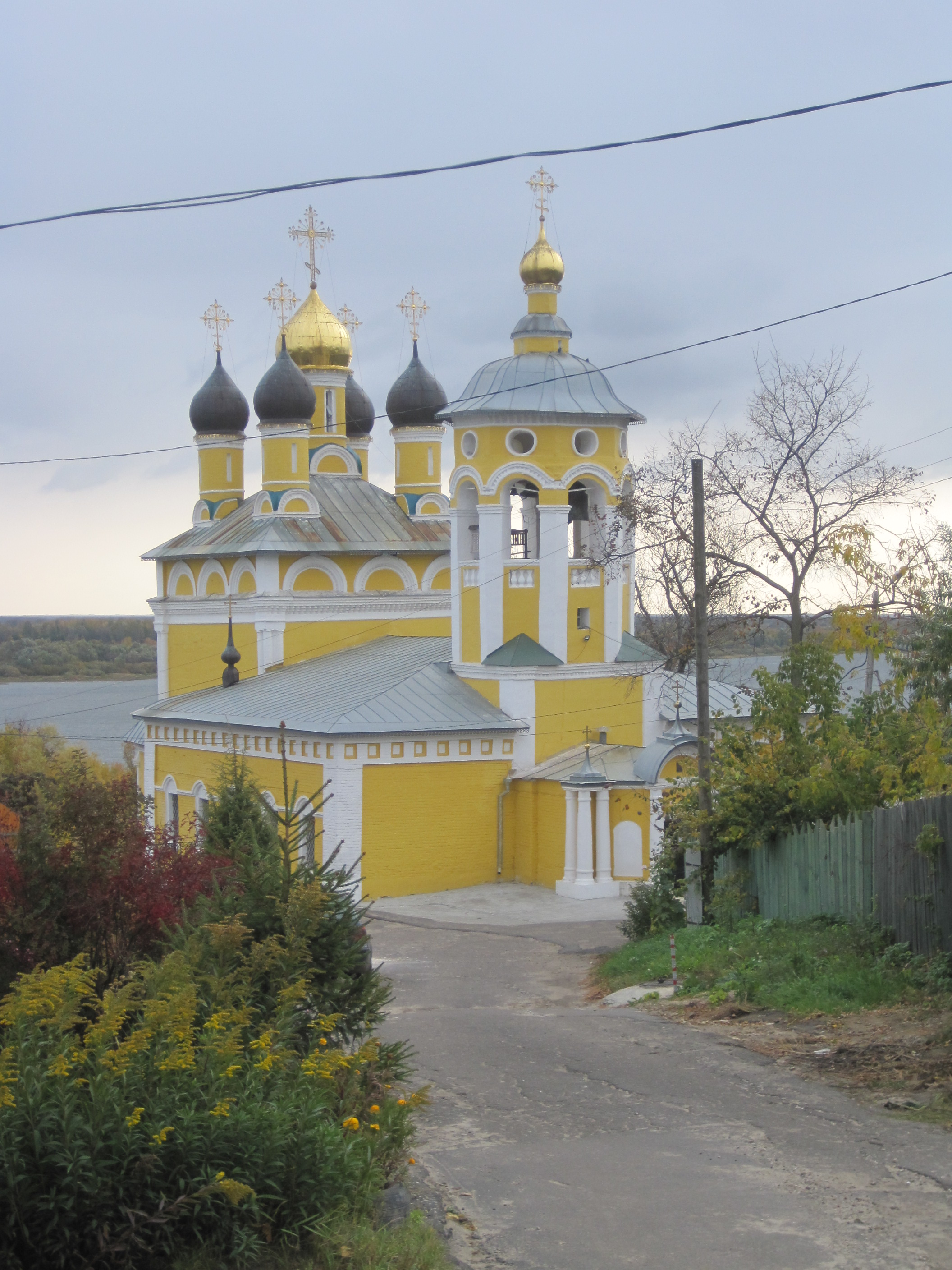
Église Saint-Nicolas-Naberejnaïa
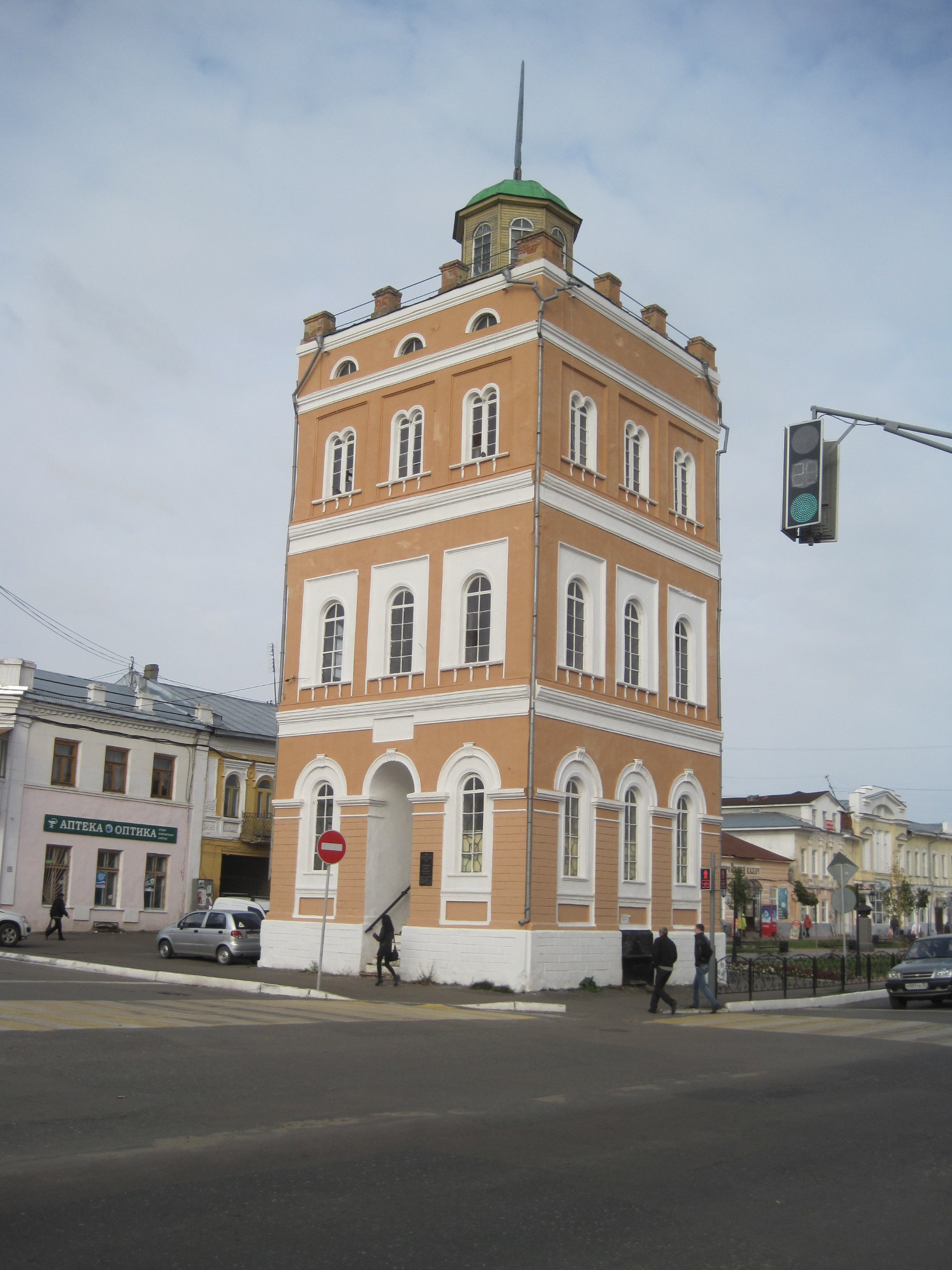
Tour château d'eau
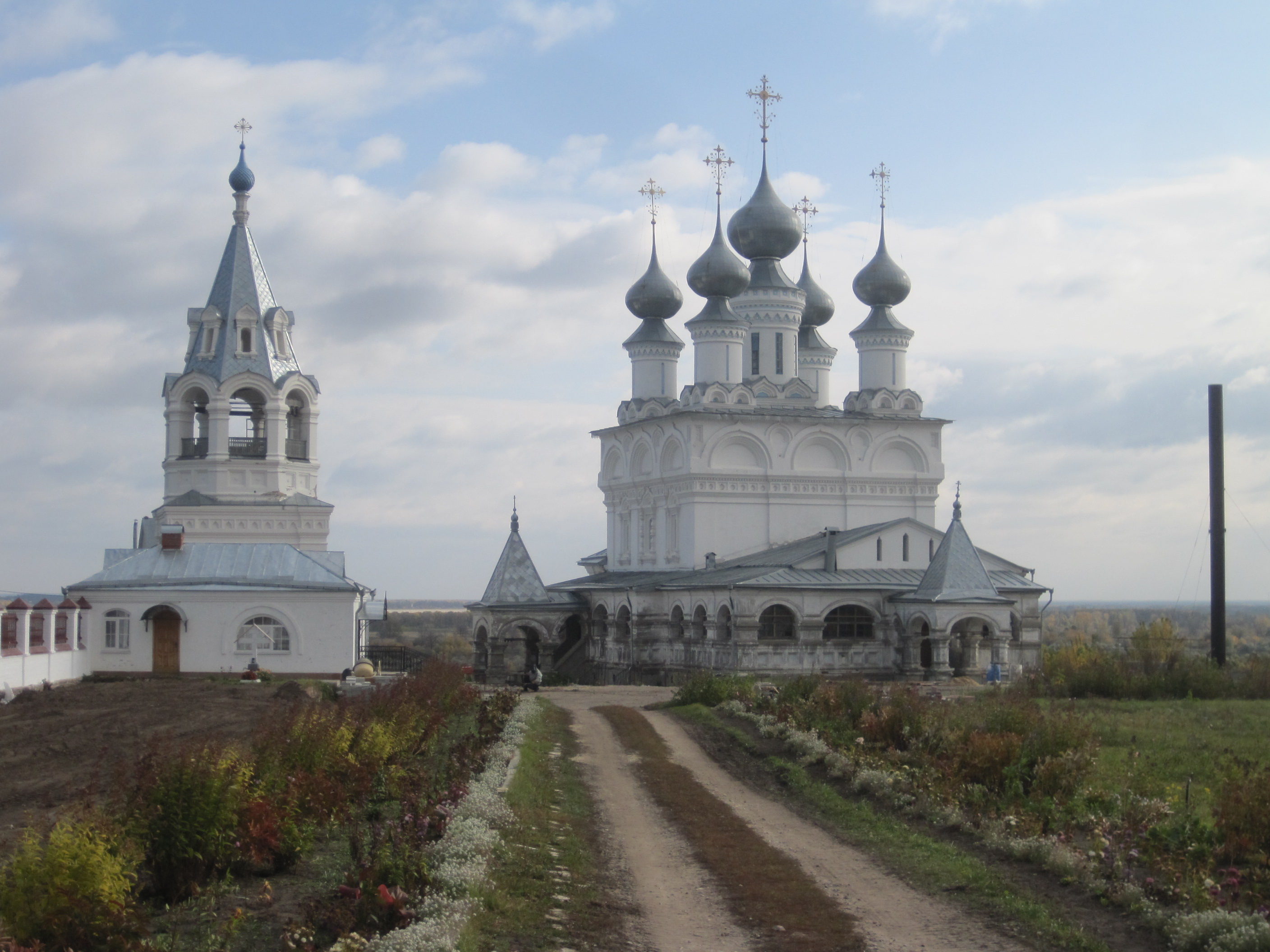
Monastère de la Résurrection (Mourom)
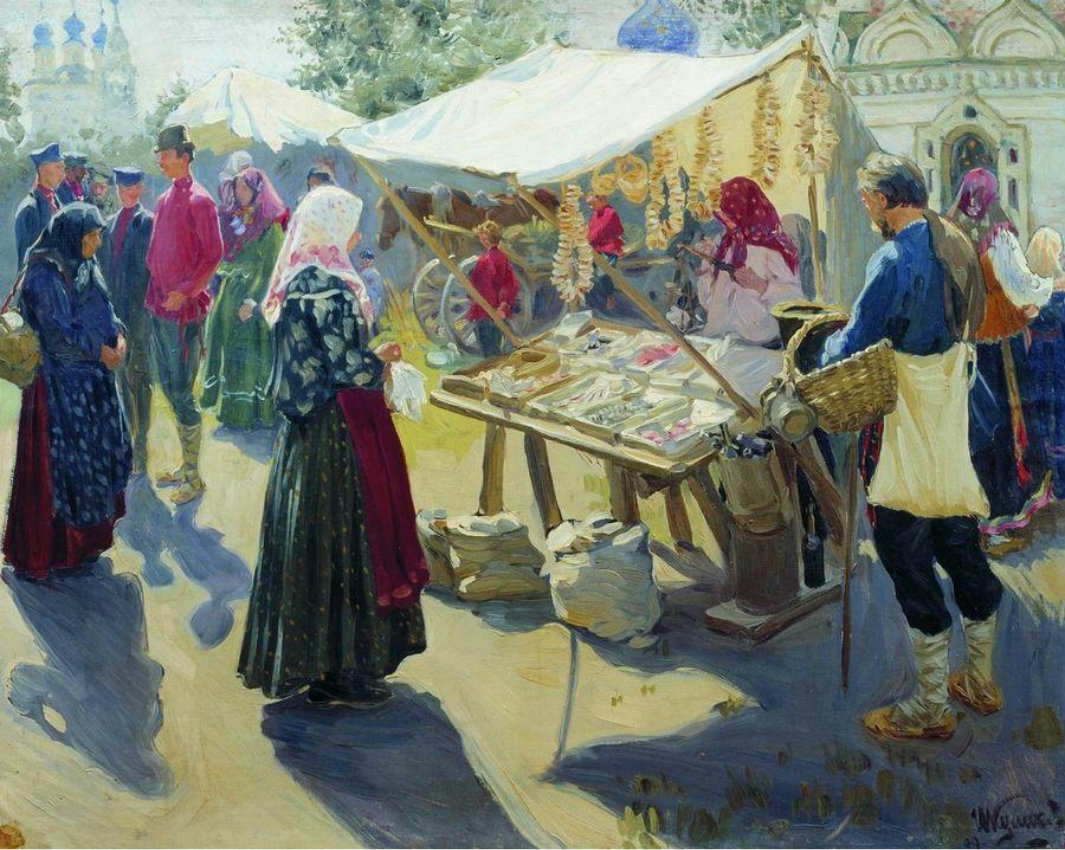
Ivan Koulikov, le bazar 1910
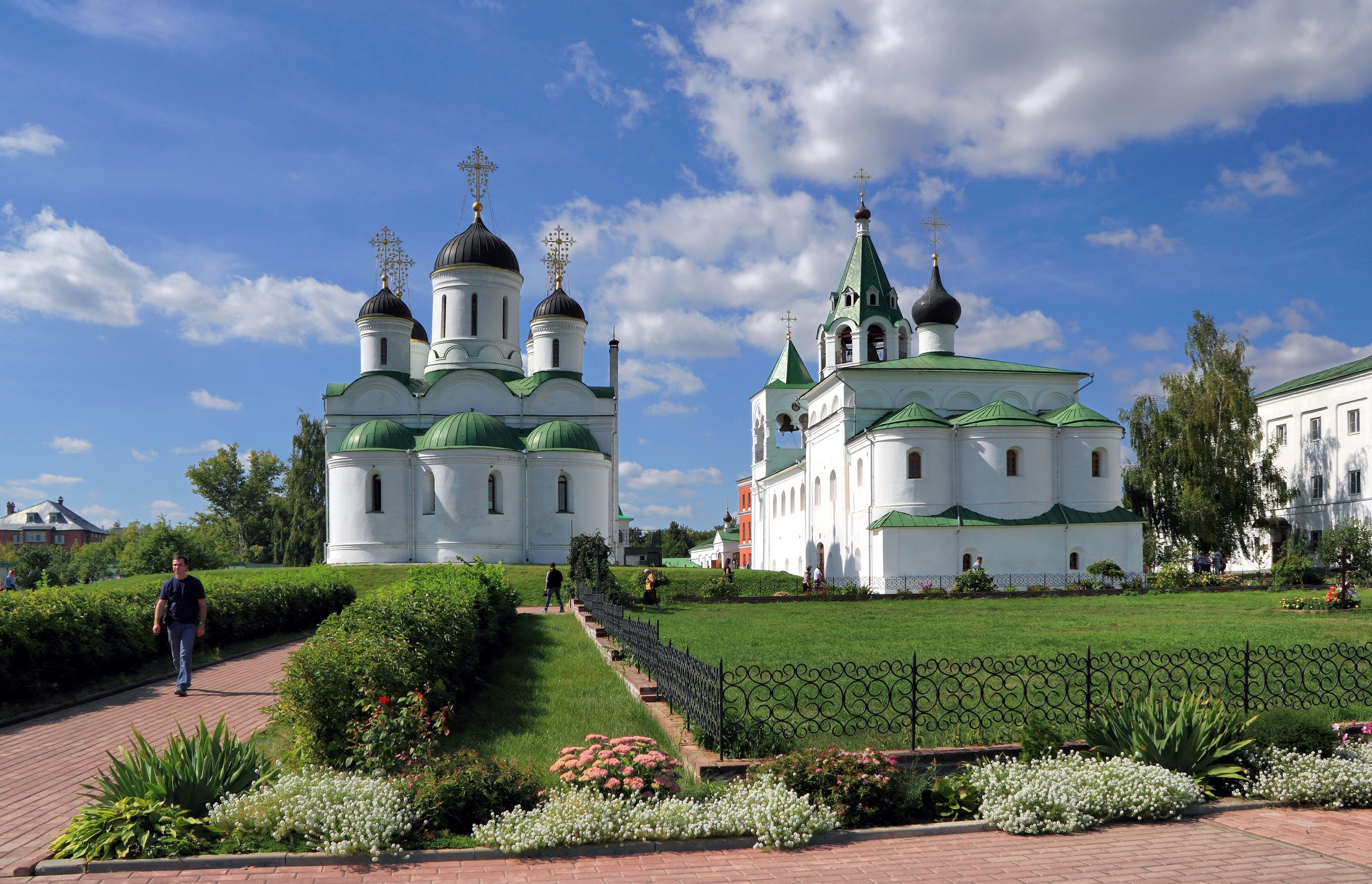
Monastère de la Transfiguration de Mourom-1725